# Gudrun F. Widlok
Gudrun F. Widlok (* 1968 in Oberhausen) ist eine deutsche Filmemacherin, Drehbuchautorin und Fotografin.

## Leben und Wirken
Widlok studierte von 1990 bis 1995 Fotografie, Film und Gestaltung an der Folkwangschule Essen und der Universität für angewandte Kunst in Wien. 1995 war sie für Regie, Drehbuch und Kamera im Dokumentarfilm Herrscher der Arktis verantwortlich. Schon als Studentin war sie als Standfotografin bei verschiedenen Kinoprojekten tätig. In dieser Funktion wirkte sie auch 1997 für den Spielfilm Der Strand von Trouville von Michael Hofmann sowie 1998 bei Lola rennt von Tom Tykwer.
Durch Aufenthalte und Projekte in Afrika entstand Widloks Idee, ein zunächst fiktives Kunstprojekt über die Umkehrung der Patenschaften für afrikanische Kinder durch Kinderhilfswerke zu entwickeln. Bei Ausstellungen in Spanien, Burkina Faso und Ghana ab 2001 lud sie europäische Erwachsene ein, sich von afrikanischen Familien als Familienmitglied aufnehmen zu lassen. Aufgrund des hohen Zuspruchs von etwa 200 Freiwilligen wählten sie schließlich Ghana in Westafrika aus, um das Projekt in die Tat umzusetzen und dort entsprechende Großfamilien zu finden.
Zusammen mit dem Filmemacher Rouven Rech entwickelte sie daraufhin die Idee für einen Dokumentarfilm. Mit einem kleinen Filmteam dokumentierten Widlok und Rech drei Personen in Deutschland, die bereit waren, in einer Familie in Ghana zu leben. „In unserem Fall sind die Reichen die Bedürftigen, denn sie suchen nach Nähe, nach einer Familie“, kommentierte Widlok die Auswahl der zur „Adoption“ bereiten Europäer durch die afrikanischen Familien. Im Film ist zu sehen, wie diese Familien im Goethe-Institut in Accra ihre Wahl aufgrund von Porträts mit den wichtigsten Angaben über die Familienanschluss suchenden Europäer treffen.
Nach einigen Monaten des Zusammenlebens zeigte sich, dass kulturelle Unterschiede und die beiderseitigen Erwartungen an das Familienleben zu Verunsicherungen vor allem bei den Europäern führten. Die weitere Entwicklung der „Adoption“ und die Frage, ob die drei Protagonisten nach Deutschland zurückkehren, zeigt der Film nur ansatzweise. Widlok wollte dadurch den Charakter einer gesellschaftlichen Utopie ihres Projekts aufrechterhalten und es dem Zuschauer überlassen, sich selbst die möglichen Entwicklungen auszumalen. Der Dokumentarfilm Adopted wurde 2010 beim Internationalen Dokumentarfilmfestival München, beim Zürich Film Festival sowie anderen internationalen Filmfestivals gezeigt.
Außer ihren Dokumentarfilmen hat Widlok seit 2004 zahlreiche Kunstprojekte in Deutschland sowie anderen Ländern ausgestellt. Seit 2010 lebt Widlok als freie Künstlerin und Lektorin in Accra, Ghana.

## Auszeichnungen und Stipendien
- Stipendium „Goldrausch“ des Künstlerinnenprogramms Berlin, 2001
- Arbeitsstipendium Künstlerinnenprogramm Film/Video der Senatsverwaltung für Wissenschaft; Forschung und Kultur Berlin, 2001
- Preisträgerin „Evolutionäre Zellen“ in Frankfurt/Berlin, 2002
- Nipkow-Stipendium, 2006